# Ratanj
Ratanj je naseljeno mjesto u općini Kakanj, Federacija Bosne i Hercegovine, BiH.

## Stanovništvo

### 1991.
Nacionalni sastav stanovništva 1991. godine, bio je sljedeći:
ukupno: 350
- Hrvati - 324
- Jugoslaveni - 16
- ostali, neopredijeljeni i nepoznato - 10

### 2013.
Nacionalni sastav stanovništva 2013. godine, bio je sljedeći:
ukupno: 17
- Hrvati - 14
- Bošnjaci - 3

## Religija
Ratanj pripada Vrhbosanskoj nadbiskupiji Rimokatoličke crkve, Sutješkom dekanatu župe sv. Ivana Krstitelja u Kraljevoj Sutjesci, koju pastoriziraju franjevci Bosne Srebrene. U mjestu je jedno rimokatoličko groblje s kapelicom sv. Ante.